# USS Batfish (SS-310)
«Батфіш» (англ. USS Batfish (SS-310))  — підводний човен військово-морських сил США типу «Балао», споруджений під час Другої Світової війни.
Човен спорудили на належній військово-морським силам США верфі Portsmouth Naval Shipyard у Кіттері, штат Мен. Після проходження випробувань біля Ньюпорту (Род-Айленд), Batfish 22 жовтня 1943-го вирушив до Перл-Гарбору, куди прибув 19 листопада 1943 року.

## Походи
Всього човен здійснив сім бойових походів.

### 1-й похід
11 грудня 1943-го човен вийшов з бази, 15 – 16 грудня пройшов бункерування на атолі Мідвей, після чого попрямував до району бойового патрулювання на південь від островів Хонсю та Сікоку. В кінці січня 1944-го Batfish потопив тут транспорт зі складу конвою FU-905, який прямував із Палау (важливий транспортний хаб у західній частині Каролінських островів) до японського порту Саєкі з вантажем бокистів копальні Бабелтуап. 30 січня човен прибув на Мідвей.

### 2-й похід
Тривав з 22 лютого по 15 квітня та завершився прибуттям до Перл-Гарбору. Batfish діяв в районі на південь від Сікоку, проте не зміг збільшити свій бойовий рахунок.

### 3-й похід
10 – 14 травня 1944-го Batfish перейшов на Мідвей, звідки 26 травня вийшов у черговий похід до південно східного узбережжя Японського архіпелагу. 22 червня біля узбережжя Хонсю човен потопив вантажопасажирське судно, а 1 липня за сотню кілометрів на південний схід від острова Аогасіма (острови Ідзу) артилерією потопив переобладнані патрульні човни Камой-Мару (138 тон) та Ісудзугава-Мару №5 (226 тон). 7 липня Batfish прибув на Мідвей.

### 4-й похід
1 серпня 1944-го човен попрямував до району бойового патрулювання навколо архіпелагу Палау. 23 серпня Batfish поблизу рифу Веласко (півсотні кілометрів північніше від головного острова Палау) поцілив трьома торпедами та потопив тральщик №22. Через пару днів човен виявив на зазначеному рифі есмінець «Самідаре», який ще 18 серпня сів на нього. 26 серпня по японському кораблю випустили дві торпеди, котрі влучили у ціль. «Самідаре» переломився пополам, при цьому на ньому загинуло та пропало безвісти 30 членів екіпажу. У підсумку Batfish прибув 12 вересня до бази у Фрімантлі на західному узбережжі Австралії.

### 5-й похід
8 жовтня 1944-го човен вийшов на північ, за три доби провів бункерування у затоці Ексмут, а 15 – 17 жовтня провів у Дарвіні, куди зайшов для ремонту одного з перископів. Після цього він попрямував через моря Банда, Флорес і Яванське, Макасарську протоку та море Сулавесі до району бойового патрулювання в морі Сулу поблизу узбережжя Філіппін, де починалась висадка десанту. Batfish прибув сюди у другій половині дня 26 жовтня, проте запізнився на кілька діб – південне японське з’єднання вже пройшло море Сулу та попрямувало на схід, де було знищене в ніч на 25 жовтня в бою у протоці Сурігао. Batfish все-таки провів кілька днів в цьому районі, короткочасно зайшов до моря Мінданао, а на початку листопада рушив для дій у Південнокитайському морі поблизу затоки Лінгайєн (північна частина острова Лусон). Тут він провів три безрезультатні атаки по конвоям та суднам на якорі і в підсумку 1 грудня завершив похід у Перл-Гарборі.

### 6-й похід
26 грудня 1944-го Batfish вийшов з бази, 9 – 1 січня 1945-го зайшов для бункерування на острів Гуам (Маріанські острови), після чого попрямував до району бойового патрулювання в Південнокитайському морі поблизу острова Хайнань, куди прибув на початку останньої декади січня. Тут він провів одну безуспішну атака, а на початку лютого отримав наказ перейти до Лусонської протоки, де зайнявся полюванням на японські субмарини. 
Першу таку атаку Batfish здійснив одразу після опівночі 10 лютого. Одна з торпед не вийшла з апарату, зате друга, за спостереженнями з Batfish, потрапила у ціль (а третя вже пройшла над кораблем, котрий миттєво затонув від попереднього попадання). Втім, за результатами післявоєнного вивчення документів виявилось неможливим співвіднести цю атаку з якоюсь загиблою японською субмариною. За даними Т.Роско, це була I-41, проте остання загинула ще у листопаді 1944-го поблизу острова Самар. Можливим кандидатом є Ro-55, але відносно неї більш ймовірною є загибель 7 лютого за кілька сотень кілометрів південніше, біля затоки Лінгайєн, від атаки есмінця, котрий супроводжував конвой. Нарешті, існує версія про потоплення Ro-115, котра в кінці січня знаходилась на бойовому патрулюванні в районі Маніли. Разом із групою інших підводних човнів Ro-115 повинна була не пізніше 8 лютого прибути до Такао (наразі Гаосюн на Тайвані), звідки вони мали вирушити до Лусонської протоки для порятунку пілотів, котрі опинились на одному з островів. Втім, Ro-115 так і не прибула до Такао, а отже й не могла вирушити з рятувальною місією до протоки (найімовірніше, вона загинула ще 31 січня від атаки американських есмінців). Зате цілі атак Batfish ввечері 11 та опівночі 13 лютого  цілком ідентифіковані – були потоплені підводні човни Ro-112 та Ro-113, котрі виконували зазначену вище місію з порятунку льотчиків. Можливо відзначити, що Batfish знаходив ворожі субмарини пеленгуючи роботу їх радарів.
21 лютого човен прибув на Гуам, а 3 березня завершив похід у Перл-Гарборі. Звідси він вирушив для ремонту на верфі Bethlehem Steel у Сан-Франциско, звідки повернувся до Перл-Гарбору 8 червня.

### 7-й похід
26 червня Batfish вийшов з бази, 8 – 10 липня зайшов для бункерування на Сайпан (Маріанські острови), після чого попрямував до району бойового патрулювання у Східнокитайському морі біля південно-західного узбережжя Кюсю. Тут він не зміг збільшити свій бойовий рахунок, проте 24 липня обстріляв артилерією селище Нагата на острові Якушима, а 30 липня підібрав трьох збитих американських льотчиків. 4 серпня поранені авіатори були доправлені на Іводзіму, звідки Batfish вийшов наступного дня в район південніше від Хонсю. Тут він пробув до 16 серпня, перебуваючи у готовності провадити порятунок збитих льотчиків. У зв’язку із капітуляцією Японії, човен попрямував на базу та 26 серпня завершив похід у Перл-Гарборі.

## Післявоєнна доля
Навесні 1946-му човен вивели в резерв, проте в 1952-му, під час Корейської війни, повернули до бойового складу флоту. 
З літа 1958-го човен виконував допоміжні задачі, допоки не був виключений зі складу ВМФ 1 листопада 1969-го.
З 18 лютого 1972 перетворений на музей в Мескогі.

## Бойовий рахунок
| Дата       | Назва              | Тип                             | Тоннаж | Місце            |
| 20.01.1944 | Хідака Мару        | вантажне                        | 5486   | 31°28'N 134°52'E |
| 22.06.1944 | Нагарагава Мару    | вантажопасажирське              | 990    | 34°35'N 137°56'E |
| 01.07.1944 | Камой-Мару         | переобладнаний патрульний човен | 138    | 31°45'N 140°39'E |
| 01.07.1944 | Ісудзугава-Мару №5 | переобладнаний патрульний човен | 226    | 31°45'N 140°39'E |
| 23.08.1944 | Тральщик W-22      | тральщик                        | 492    | 8°9'N 134°38'E   |
| 26.08.1944 | Самідаре           | есмінець                        |        | 8°9'N 134°37'E   |
| 11.02.1945 | Ro-112             | підводний човен                 | 525    | 18°53'N 121°50'E |
| 12.02.1945 | Ro-113             | підводний човен                 | 525    | 19°10'N 121°23'E |